# Badula reticulata
Badula reticulata é uma espécie de planta da família Myrsinaceae. É endêmica em Maurícia.